# Hahnenkammrennen
Hahnenkammrennen kördes första gången 1931, och är en årlig alpin skidtävling som hålls i Kitzbühel i Österrike.
Tävlingen har fått sitt namn efter berget Hahnenkamm, som ligger väster om orten Kitzbühel och på vilket alla tävlingar körs. Tävlingarna inleds på fredagen med Super-G. På lördagen körs sedan det välkända störtloppet på banan med namnet Die Streif. På söndagen avslutas tävlingarna med slalom. 
Störtloppet klassas som det mest krävande av alla lopp som körs för herrar i den alpina världscupen. Det består av flera kända passager som under årens lopp fått egna namn. De mest kända är: Mausfalle, Steilhang, Seidlalm, Hausbergkante och Zielschuss. Hoppet som kallas Mausfalle ger ett hopp på mellan 50 och 80 meter för en elitåkare. I slutet möter åkarna Zielschuss i vilken farter upp mot 140 km/h nås av de bästa åkarna. Backens genomsnittliga lutning är 27% och banans längd är 3 312 m med en total fallhöjd på 860 meter.
Att ta hem en seger i Kitzbühel under Hahnenkammrennen, och då speciellt störtloppet, ger stor berömmelse. Mannen med flest segrar (5) är Didier Cuche
Ett hot mot tävlingen har under tidigt 2000-tal varit snöförhållanden. Detta är på grund av att höjden över havet (som mest 1665 meter vid start) kan ge besvär med för lite snöfall, eftersom höjden inte skapar ett tillräckligt kallt klimat. Men eftersom anläggningen har ett väl utbyggt snöproduktionssystem och bra underlag som inte kräver så stora mängder snö innan det blir åkbart så hoppas man kunna köra vidare, trots risken för ett varmare klimat i framtiden. Problemet är om ingen riktigt kall period infinner sig veckorna innan tävlingen så att man hinner producera tillräckliga mängder snö och preparera pisten. Är detta väl gjort så skall pisten klara även ett varmare klimat under en begränsad period. År 2007 tvingades man till exempel ställa in störtloppet.